# Torn and Frayed
Torn and Frayed è il settimo brano dell'album del 1972 Exile on Main St. del gruppo rock The Rolling Stones.

## Il brano
Altra canzone di Exile on Main Street in perfetto stile country rock, che sembrerebbe essere stata ispirata agli Stones dalla presenza a Nellcôte del musicista country rock Gram Parsons, grande amico di Richards e che lo aveva iniziato a quel genere musicale. In questo brano l'assolo di chitarra è eseguito da Al Perkins con la lap steel guitar.

## Formazione
- Mick Jagger - voce, cori
- Keith Richards - chitarra, cori
- Mick Taylor - chitarra
- Charlie Watts - batteria
- Al Perkins - lap steel guitar
- Bill Plummer - basso